# ブルーエンジェルス
ブルーエンジェルス （英語: Blue Angels）は、アメリカ海軍所属のアクロバット飛行隊。制式名称はアメリカ海軍飛行デモンストレーション飛行隊（U.S. Navy Flight Demonstration Squadron）。現在の本拠地はフロリダ州のペンサコーラ海軍航空基地。通称「ブルーズ (Blues)」。
パイロットはアメリカ海軍およびアメリカ海兵隊のパイロットから選出される。昔から、アメリカ空軍のアクロバット飛行チーム「サンダーバーズ」とライバル関係にあり、共に世界でも高レベルのアクロバット飛行能力を誇る。

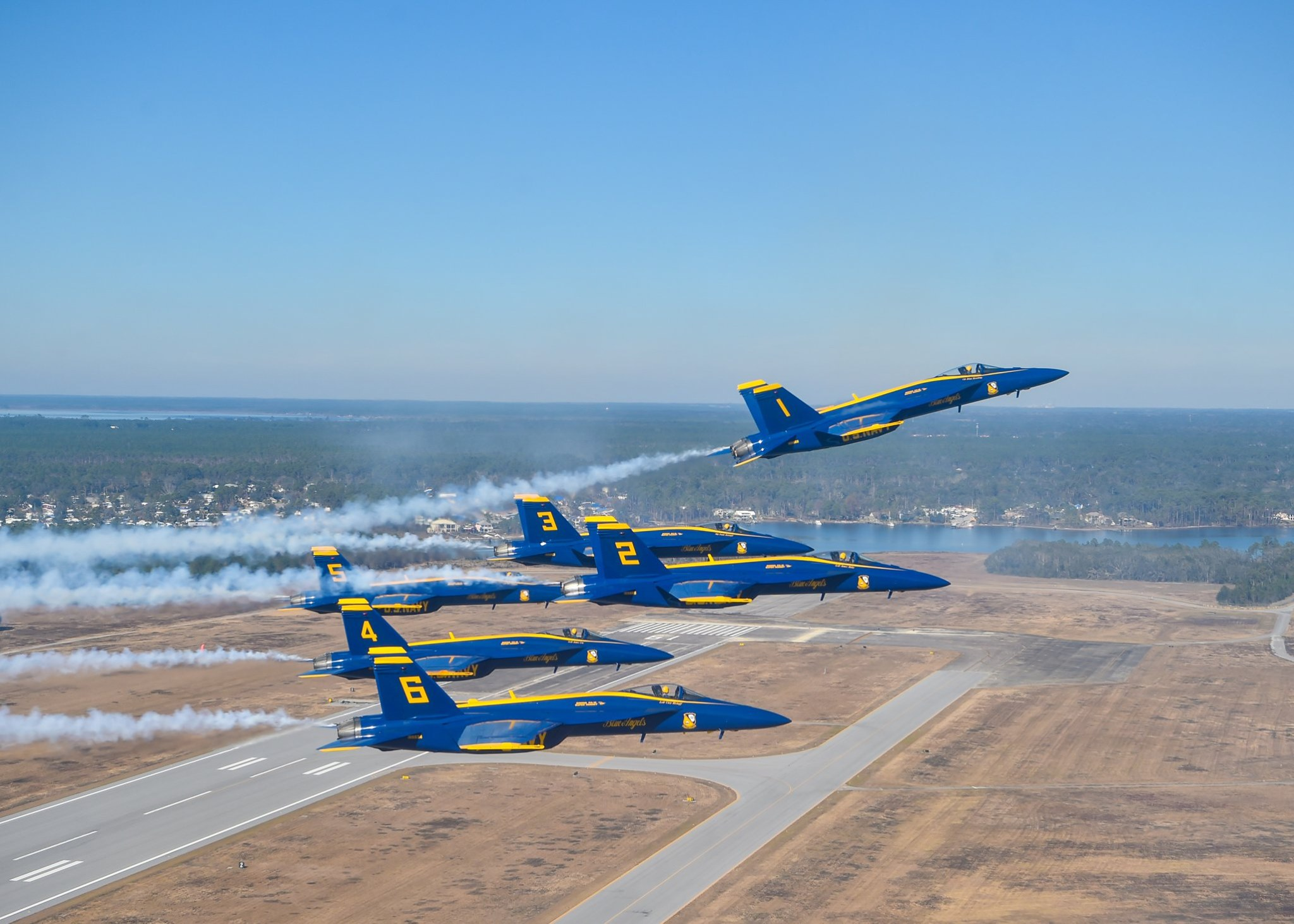
密集デルタ編隊からピッチアップする様子

## 歴史

### 創設期
第二次世界大戦終結時に、「大衆の海軍航空兵力への関心を維持しておく事」を意図して、チェスター・ニミッツ提督の指示で、1946年4月24日に組織された。
それから1年とたたない1946年6月、本拠地であるアメリカ合衆国フロリダ州のジャクソンビル海軍航空基地で最初のデモンストレーション飛行を行った。初期飛行時の機体はグラマンF6F ヘルキャットの3機編隊で、先導機はロイ・ブッチ・ボリス少佐だった。
すぐ2か月後の1946年8月25日に、機体はグラマンF8F ベアキャットに移行した。この時初めて、有名な「ダイヤモンド編隊」を披露した。
初期には編隊アクロバットだけでなく、「Beetle Bomb」と名付けられた黄色のT-6 テキサン練習機（日の丸が描かれ、日本軍機を連想させていた）を「敵役」に、3機のF6FがT6を追い回し、最後にT6が白いスモークを吐いてヨタヨタと落ちて（降りて）ゆく「撃墜ショー」ともいうべき模擬空中戦も実施されていた。
1949年8月には、機体をブルーエンジェルス初のジェット艦上戦闘機であるF9F-2 パンサーに移行した。

### 1950 - 1960年代
1950年8月、朝鮮戦争によって活動を停止。ブルーエンジェルスのメンバーは航空母艦「プリンストン」（CV-37,USS Princeton）の第191戦闘機隊（VF-191,"Satan's Kitten"）の中核として編入された。
次の年、彼らはテキサス州のコーパスクリスティ海軍航空基地で再編成され、機体もパンサーの改良版であるF9F-5 パンサーに移行した。復活後初のショーは、6月19日のメンフィスに於けるミッドサウス航空祭であった。ここに本拠地を置いている間に、パンサーの主翼を後退翼に改良したF9F-8 クーガーに移行している。1954年冬、本拠地を現在のペンサコーラ海軍航空基地に移転するまで、ここを本拠地としている。1956年には、初の国外遠征としてカナダ・トロントでショーを行っている。
続く20年の間に、ブルーエンジェルスは2回の機体の移行を行っている。グラマンF11F-1 タイガー（1957年。1959年より機首を延長した後期型に更新）、そしてマクドネル・ダグラス社のF-4J ファントムII（1969年）である。1971年秋には、創設25周年を記念した極東ツアー（韓国・日本・台湾・フィリピン・グアム）の一環として日本を訪れ、航空自衛隊小牧基地でショーを行っている。また、1961年12月からは、日本でブルーエンジェルスを舞台にしたテレビドラマ「ジェットパイロット」が放送されている。1970年の中央アメリカ（プエルトリコ・パナマ・エクアドル）ハワイツアーの様子は、記録映画「ブルーエンゼル」として劇場公開された。

### 1974年・部隊再編
1974年12月、海軍デモンストレーション飛行チームはマクドネル・ダグラス社のA-4F スカイホークを運用し始め、そして海軍デモンストレーション飛行部隊に編入された。この再編では編隊指揮官とは別に部隊指揮官の設置を認め、サポートの士官も加えて、「海軍入隊者募集作業の支援」という戦隊のミッションを再定義した。トニー・レス中佐が、最初の部隊指揮官となった。

### 現在のブルーエンジェルス
1986年11月8日、40周年記念式典の際に、マクドネル・ダグラスF/A-18 ホーネットを初公開した。ホーネットは現役の機材であるが、使用されているのは初期の生産ロットで、電子機器等は当時の作戦機と同じであるが降着装置が航空母艦運用に適さないタイプなのでブルーエンジェルスの使用機材にまわされた。機体の塗装は美しいが実際の機体は古く、しばしばトラブルに悩まされ予備機（複座のB型）である7番機、8番機を使用する場合も多いことから、2008年度会計でF/A-18C/Dに変更されることが決定し、数機がC型になっている。2015年には機体をF/A-18E（予備機として複座のF/A-18F）に更新することが発表された。
ブルーエンジェルスは曲技飛行に使う機体とは別に、輸送支援機として「ファットアルバート（英語：Fat Albart、「太ったアルバート」の意味）」というニックネームのC-130 ハーキュリーズ輸送機を使用している。現在運用している7代目は、2020年にイギリス空軍から中古で購入したハーキュリーズ C.5（C-130J）で、1970年に配備された4代目のC-130F以来、5代目のTC-130G、6代目のC-130T、7代目のC-130J（元イギリス空軍機のハーキュリーズ C.5）と5代続いてC-130が用いられている。このC-130は輸送支援のほかに、ホーネットの前座（補助推進ロケットを用いた、JATOと呼ばれる短距離離陸など）も務めていたが、2009年にJATOの在庫が無くなったことにより、その後はJATOを使用した離陸展示は行われていない。なお、本機の所属はF/A-18と異なり海兵隊であり、機体のカラーはブルーエンジェルス仕様だが『United States Marines』と表記が入っている。
機体の塗装は伝統的に青をベースに黄色のラインであり、操縦席の外側にはパイロットの名前が黄色の文字で書かれている。
ブルーエンジェルスのパイロットは、ブルーエンジェルス専用の明るい青の飛行服、グローブ、ブーツ、上げ下げできるバイザーが付いた黄色のヘルメットだけを装備する。激しい機動飛行を行うにもかかわらず、Gスーツや酸素マスクを着用しない伝統がある（Gスーツによって身体の動きを阻害され操縦に影響が出ることが理由のひとつ）。専属の整備員も青い作業服を着用している。なおサンダーバーズの飛行服・作業服は濃い紺色である。
地上展示として荷台に小型シアターを載せた車両を配備しており、演技飛行の合間にはブルーエンジェルスの空中機動を体感できるアトラクションが公開される。
2020年12月12日、2021年4月にフロリダ州のジャクソンビル海軍航空基地で開催予定のJAXエアショーでの登場を前に、F/A-18E/F スーパーホーネットがニューヨーク州ウエストポイントで開催されたアメリカンフットボールの陸海軍対抗戦でフライオーバーを披露した。

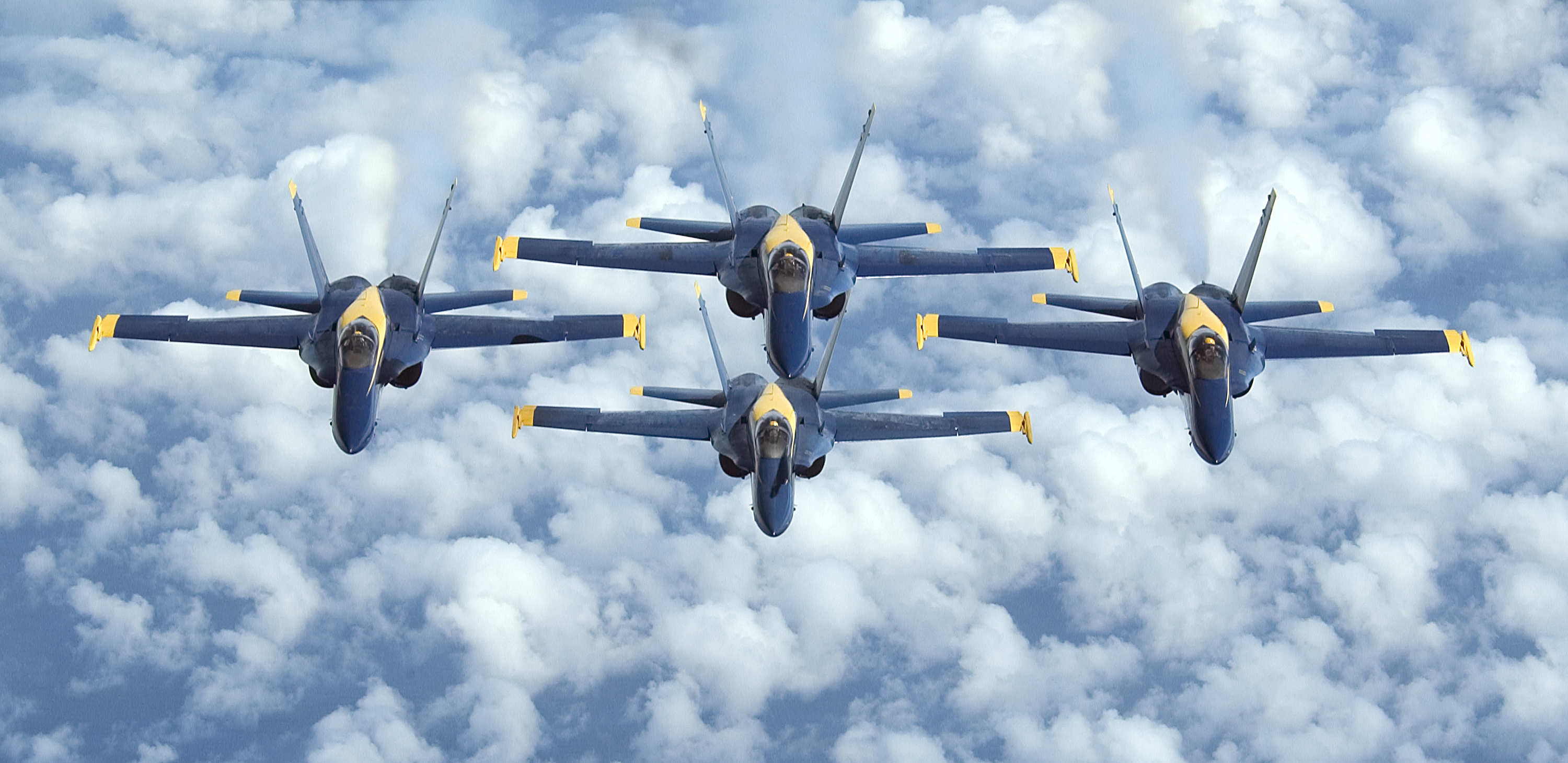
編隊飛行中のF/A-18A
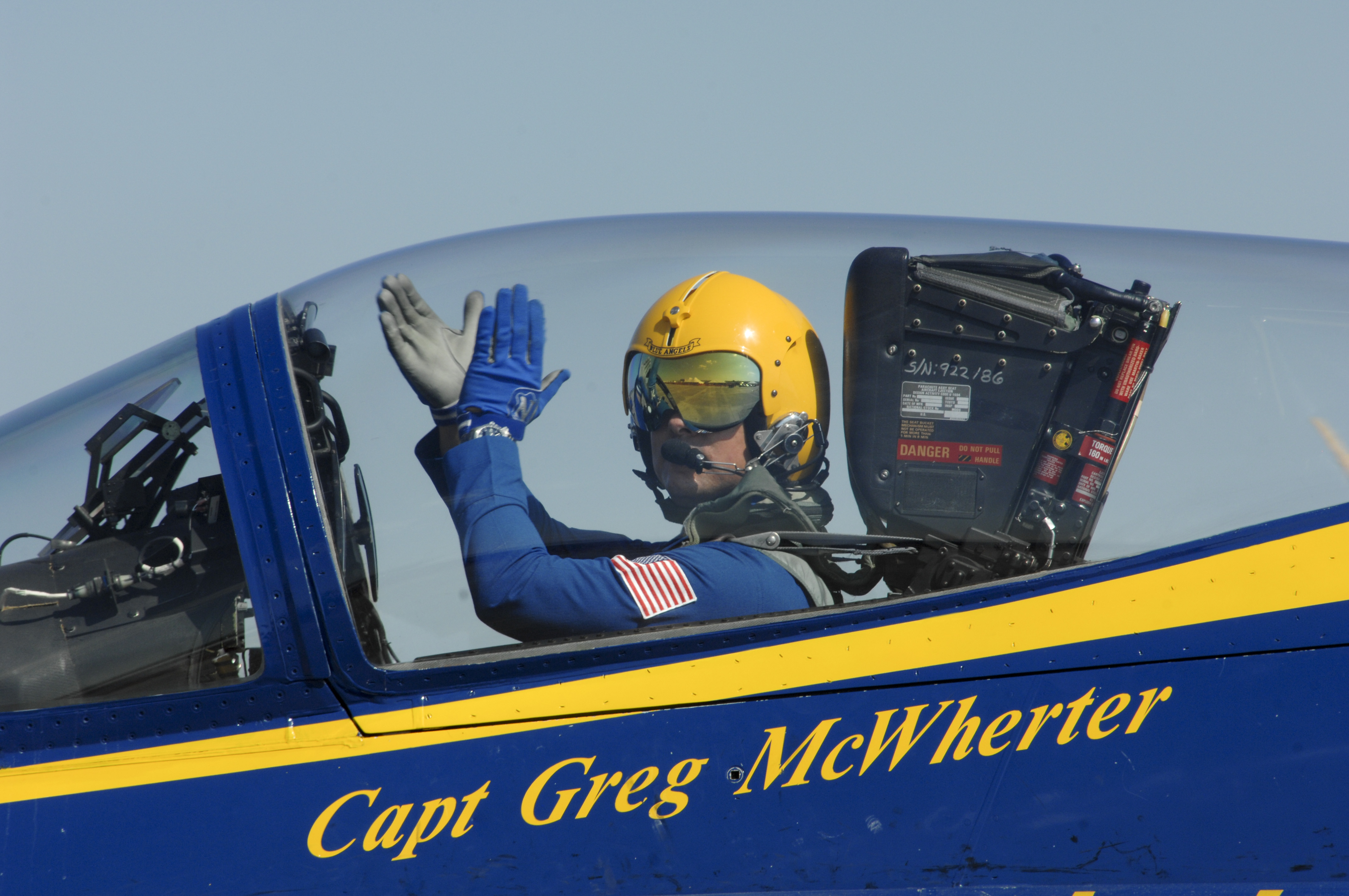
パイロットの装備。機体にはパイロットの名前が書かれている（2011年）
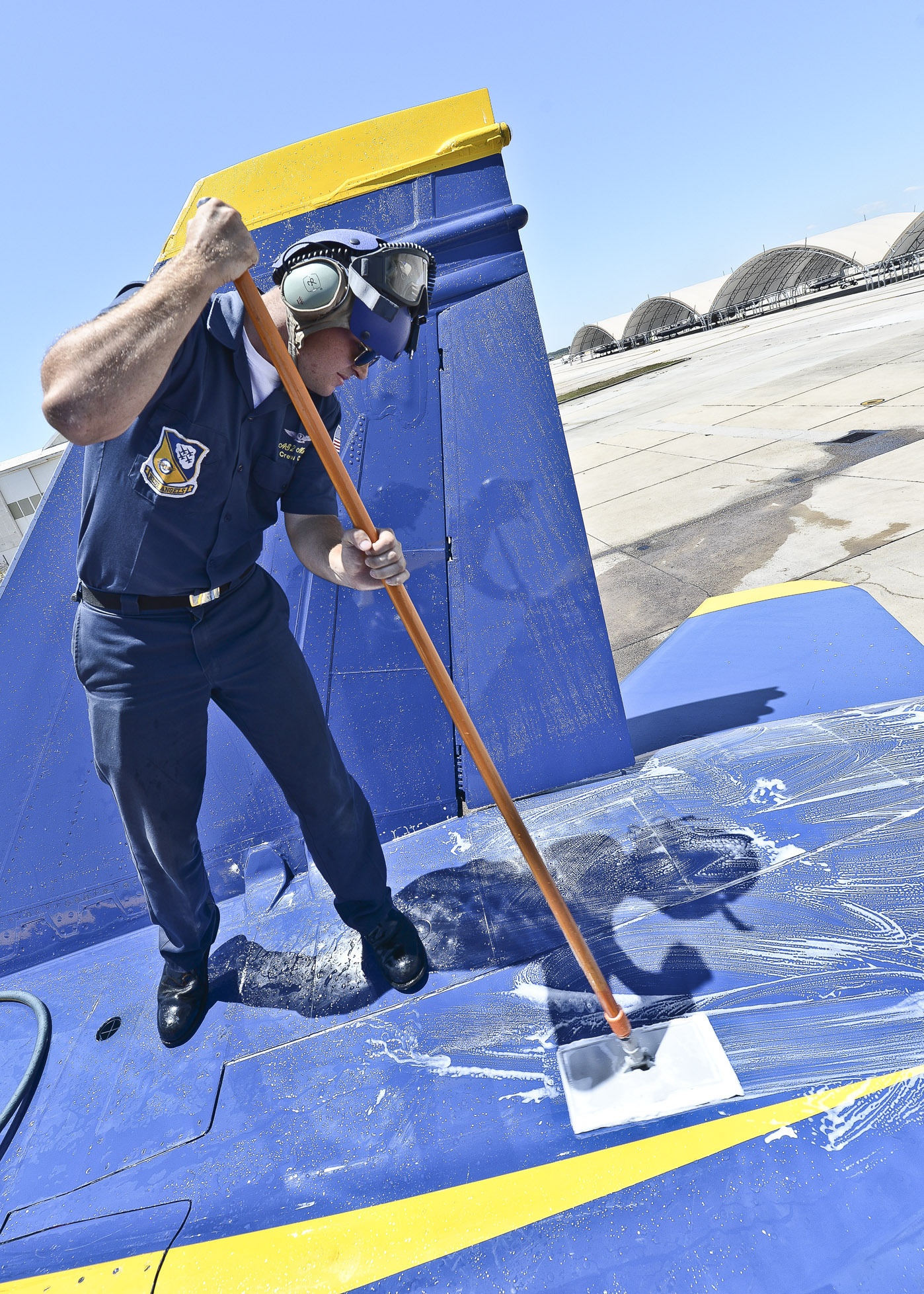
機体を磨く整備員
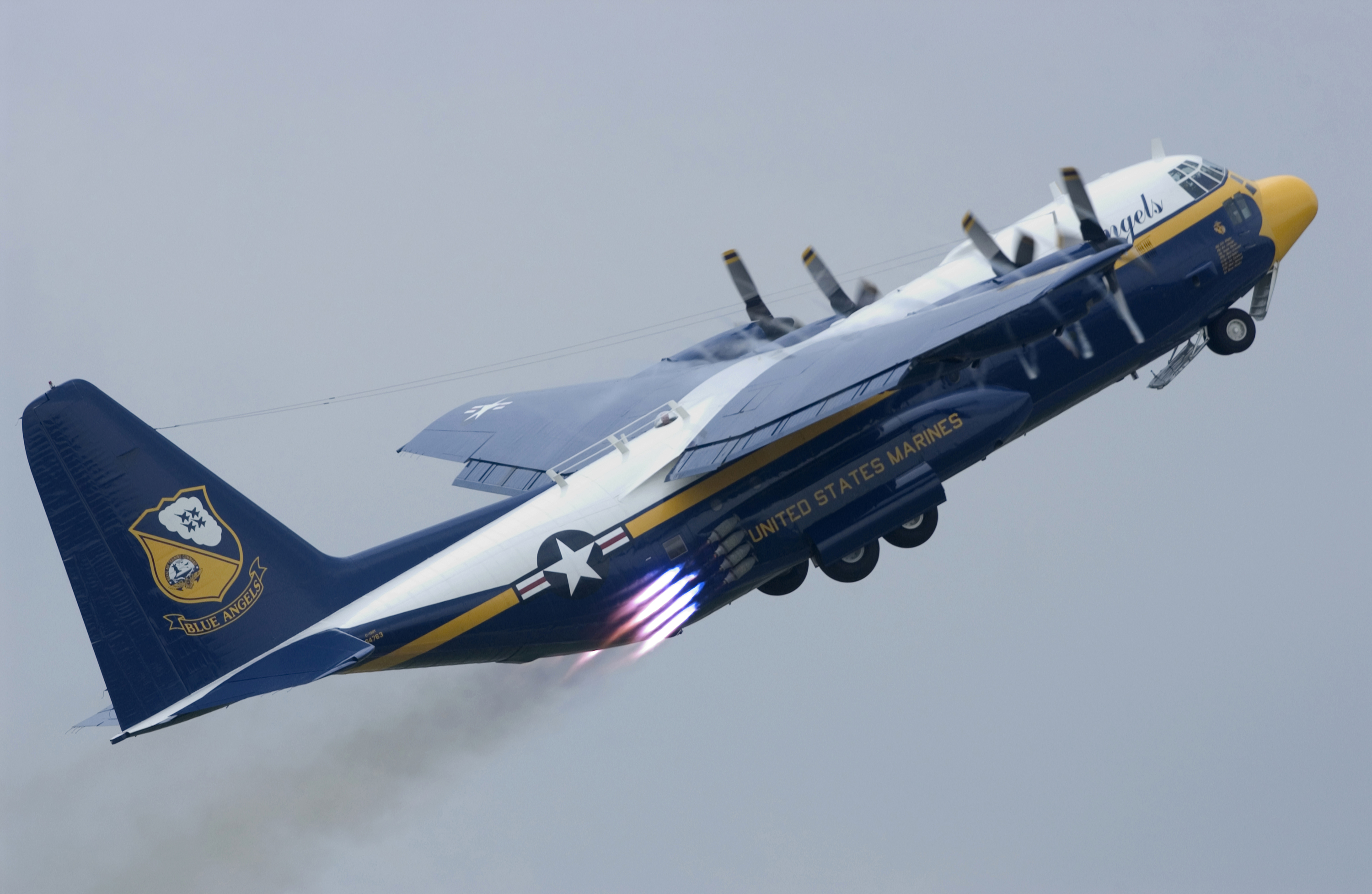
短距離離陸を披露するC-130T ファットアルバート
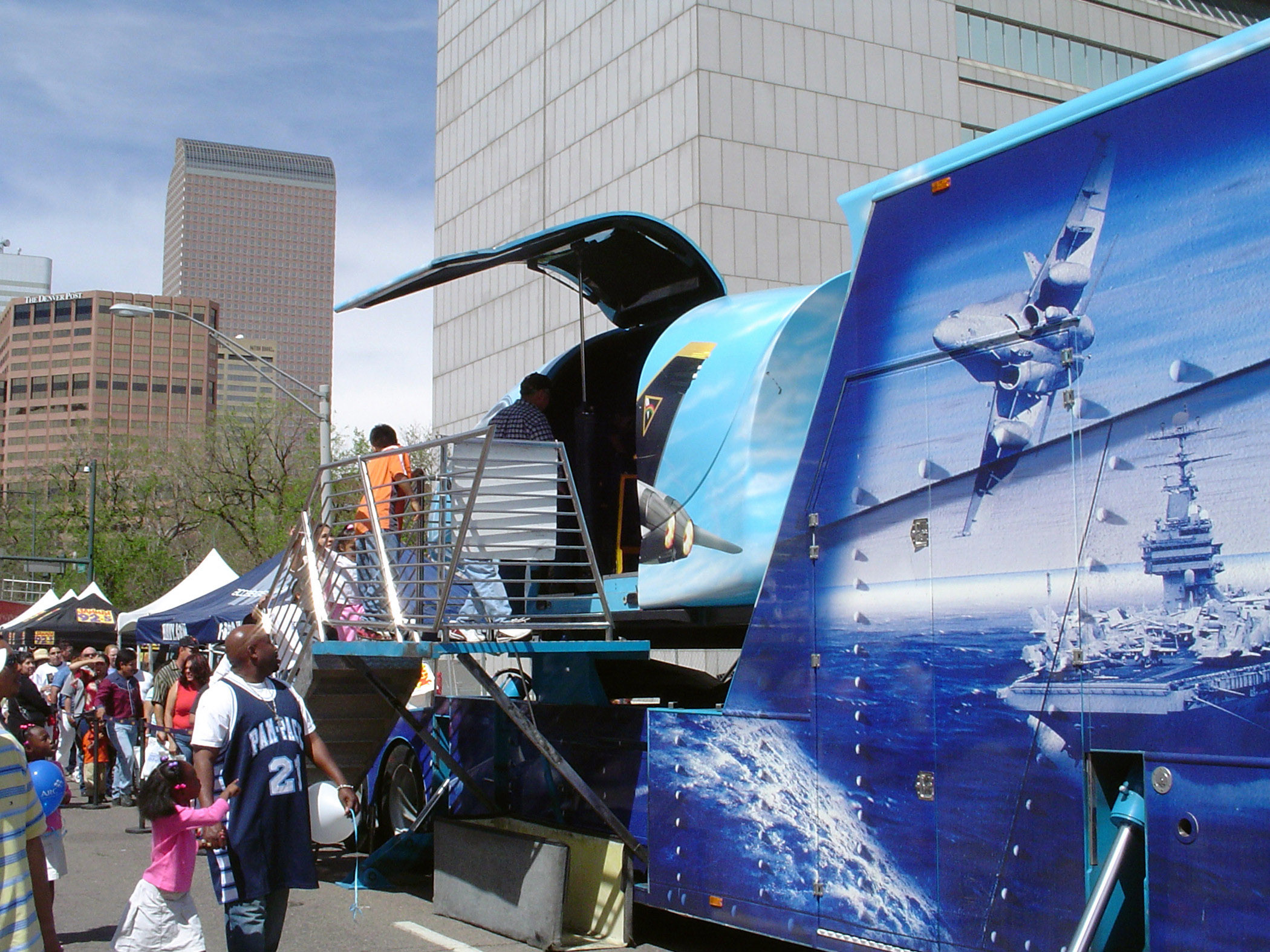
移動式の小型シアター

## 使用機体
デモンストレーション機
1. F6F-5 ヘルキャット 1946年7月-8月
2. F8F-1 ベアキャット 1946年8月-1949年
3. F9F-2 パンサー 1949年-1950年6月
4. F9F-5 パンサー 1951年-1955年
5. F7U-1 カットラス 1952年-?
6. F9F-8 クーガー 1955年-1957年
7. F11F-1 タイガー 1957年-1969年
8. F-4J ファントムII 1969年-1974年12月
9. A-4F スカイホーク 1974年12月-1986年11月
10. F/A-18A/B ホーネット 1986年11月-2008年1月
11. F/A-18C/D ホーネット 2008年1月-2020年
12. F/A-18E/F スーパーホーネット 2020年7月28日[4]-

サポート機
1. JRB 1949年-？
2. R4D-6 スカイトレイン 1949年-1955年
3. R5C コマンドー 1953年
4. R5D スカイマスター（英語版） 1956年-1968年
5. C-121 スーパーコンステレーション（英語版） 1969年-1973年
6. C-130 ハーキュリーズ 1970年-2019年
7. C-130J スーパーハーキュリーズ 2020年8月[4]-

## 過去の観客動員数
ブルーエンジェルスは毎年、アメリカの34箇所で70回以上のショーを行う。
1946年の設立から、2億6,000万人以上の人のために飛んだ事になる。

## 名前の由来
ブルーエンジェルスの名前は、1946年に初期のチームがニューヨークに行った時に決まった。チームのメンバーがニューヨーク・マガジン誌を読んでいて、当時有名だった「ブルーエンジェルズ・ナイトクラブ」の名前を見つけたことに由来する。